# 8-Stunden-Rennen von Suzuka

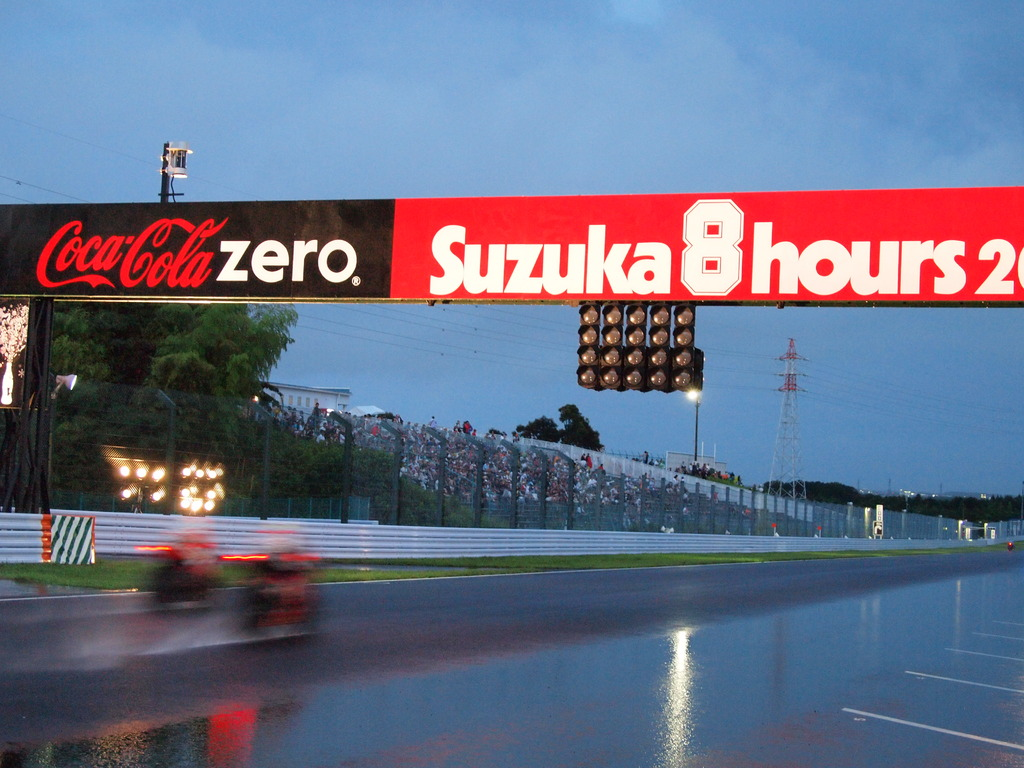
8-Stunden-Rennen 2009

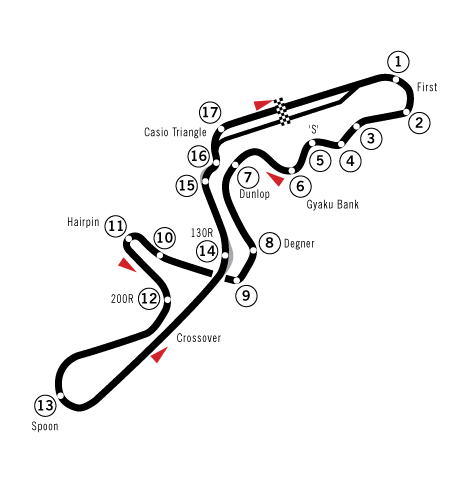
Suzuka International Racing Course

Das 8-Stunden-Rennen von Suzuka (offiziell Coca Cola Suzuka 8 hours) ist ein Langstreckenrennen für Motorräder.
Es findet jährlich im Juli auf dem Suzuka International Racing Course in Japan statt und zählt seit 1980 ununterbrochen zur FIM Endurance World Championship.
Das Rennen ist auf eine Dauer von acht Stunden ausgelegt. Für jedes Team gehen pro Motorrad zwei bis drei Piloten, die abwechselnd fahren, an den Start.
Die Veranstaltung gilt als wichtigstes Motorradrennen Japans und lockt aktuell ca. 85.000 Zuschauer pro Jahr an. Die vier großen einheimischen Werke Honda, Yamaha, Kawasaki und Suzuki gehen jeweils mit Werksmaschinen an den Start. Pilotiert werden die Motorräder von einigen der besten Piloten der Motorrad- und Superbike-Weltmeisterschaft, da der Termin des Rennens jeweils so gewählt wird, dass es keine Terminkollisionen mit Veranstaltungen der Motorrad- und Superbike-WM gibt.

## Geschichte
Das 8-Stunden-Rennen von Suzuka wurde erstmals im Jahr 1978, als Rennen für Renn-Prototypen der Tourist Trophy Formula One (TT-F1), ausgetragen. In den folgenden Jahren wurde das Reglement an die Standards der FIM angepasst, der maximale Hubraum für die F1-Maschinen wurde auf 750 cm³ begrenzt. In den 1980er Jahren zog das Rennen jährlich ca. 130.000 Besucher an, der bisherige Zuschauerrekord von 160.000 datiert von 1990.
Im Jahr 1993 folgte dann eine weitere gravierende Änderung des Reglements. Nachdem in den vorangegangenen Jahren Superbike-Rennen immer mehr an Popularität gewonnen hatten, wurde das technische Reglement auf Superbike-Maschinen ausgerichtet. Da das Rennen weiterhin zur FIM EWC zählt, müssen die Maschinen technisch dem Reglement der Weltmeisterschaft entsprechen.

## Siegerliste
| Jahr   | Fahrer | Motorrad | Team |
| ------ | --- | --- | --- |
| 1978   | Wes Cooley Mike Baldwin | Suzuki GS 1000 | Yoshimura Racing Group |
| 1979   | Tony Hatton Michael Cole | Honda CB 900 | Team Honda Australia |
| 1980   | Wes Cooley Graeme Crosby | Suzuki GS 1000 | Yoshimura R&D |
| 1981   | Mike Baldwin David Aldana | Honda RS 1000 | Honda France |
| 1982 1 | Shigeo Iijima Shinji Hagiwara | Honda CB 900 F | Blue Helmet MSC |
| 1983   | Hervé Moineau Richard Hubin | Suzuki GS 1000 R | Suzuki France |
| 1984   | Mike Baldwin Fred Merkel | Honda RS 750 R | America Honda |
| 1985   | Wayne Gardner Masaki Tokuno | Honda RVF 750 | Team HRC |
| 1986   | Wayne Gardner Dominique Sarron | Honda RVF 750 | Team HRC |
| 1987   | Martin Wimmer Kevin Magee | Yamaha YZF 750 | Shiseido Tech 21 Racing Team |
| 1988   | Kevin Magee Wayne Rainey | Yamaha YZF 750 | Team Lucky-Strike Roberts |
| 1989   | Dominique Sarron Alex Vieira | Honda RVF 750 | Team Honda Ikuzawa |
| 1990   | Tadahiko Taira Eddie Lawson | Yamaha YZF 750 | Shiseido Tech 21 Racing Team |
| 1991   | Wayne Gardner Mick Doohan | Honda RVF 750 RC45 | Team HRC |
| 1992   | Wayne Gardner Daryl Beattie | Honda RVF 750 RC45 | Oki Honda Racing Team |
| 1993   | Scott Russell Aaron Slight | Kawasaki ZXR-7 | Itoh Ham Racing Kawasaki |
| 1994   | Doug Polen Aaron Slight | Honda RVF 750 RC45 | Team HRC |
| 1995   | Aaron Slight Tadayuki Okada | Honda RVF 750 RC45 | Team HRC |
| 1996   | Colin Edwards Noriyuki Haga | Yamaha YZF 750 | Yamaha Racing Team |
| 1997   | Shin’ichi Itō Tōru Ukawa | Honda RVF 750 RC45 | Hori-Pro Honda with HARC |
| 1998   | Shin’ichi Itō Tōru Ukawa | Honda RVF 750 RC45 | Lucky-Strike Honda & Iwaki |
| 1999   | Tadayuki Okada Alex Barros | Honda RVF 750 RC45 | Lucky-Strike Honda |
| 2000   | Tōru Ukawa Daijirō Katō | Honda VTR 1000 SP-W | Team Cabin Honda |
| 2001   | Valentino Rossi Colin Edwards | Honda VTR 1000 SP-W | Team Cabin Honda |
| 2002   | Daijirō Katō Colin Edwards | Honda VTR 1000 SP-W | Team Cabin Honda |
| 2003   | Yukio Nukumi Manabu Kamada | Honda VTR 1000 SP-W | Team Sakurai Honda |
| 2004   | Tōru Ukawa Hitoyasu Izutsu | Honda CBR 1000 RRW | Seven Star Honda 7 |
| 2005   | Tōru Ukawa Ryūichi Kiyonari | Honda CBR 1000 RRW | Seven Star Honda 7 |
| 2006   | Takeshi Tsujimura Shin’ichi Itō | Honda CBR 1000 RR | FCC-TSR Zip-FM |
| 2007   | Yukio Kagayama Kousuke Akiyoshi | Suzuki GSX-R 1000 | Yoshimura Suzuki with Jomo 34 |
| 2008   | Ryūichi Kiyonari Carlos Checa | Honda CBR 1000 RR | Dream Honda Racing Team 11 |
| 2009   | Daisaku Sakai Kasuki Tokudome Nobuatsu Aoki                                                                                          | Suzuki GSX-R 1000 | Yoshimura Suzuki with Jomo |
| 2010   | Ryūichi Kiyonari Takumi Takahashi Takaaki Nakagami                                                                                   | Honda CBR 1000 RR | MuSASHi RT HARC-PRO |
| 2011   | Kousuke Akiyoshi Shin’ichi Itō Ryūichi Kiyonari                                                                                      | Honda CBR 1000 RR | F.C.C. TSR Honda |
| 2012   | Jonathan Rea Kousuke Akiyoshi Tadayuki Okada                                                                                         | Honda CBR 1000 RR | F.C.C. TSR Honda |
| 2013   | Takumi Takahashi Leon Haslam Michael van der Mark                                                                                    | Honda CBR 1000 RR | MuSASHi RT HARC-PRO |
| 2014   | Takumi Takahashi Leon Haslam Michael van der Mark                                                                                    | Honda CBR 1000 RR | MuSASHi RT HARC-PRO |
| 2015   | Katsuyuki Nakasuga Bradley Smith Pol Espargaró                                                                                       | Yamaha YZF-R 1 | Yamaha Racing Team |
| 2016   | Katsuyuki Nakasuga Alex Lowes Pol Espargaró                                                                                          | Yamaha YZF-R 1 | Yamaha Factory Racing Team |
| 2017   | Katsuyuki Nakasuga Alex Lowes Michael van der Mark                                                                                   | Yamaha YZF-R 1 | Yamaha Factory Racing Team |
| 2018   | Katsuyuki Nakasuga Alex Lowes Michael van der Mark                                                                                   | Yamaha YZF-R 1 | Yamaha Factory Racing Team |
| 2019   | Jonathan Rea Leon Haslam Toprak Razgatlıoğlu                                                                                         | Kawasaki Ninja ZX-10RR | Kawasaki Racing Team |
| 2020   | auf Grund der COVID-19-Pandemie von 19. Juli auf 1. November 2020 verschoben und am 12. August wegen Einreisebeschränkungen abgesagt | auf Grund der COVID-19-Pandemie von 19. Juli auf 1. November 2020 verschoben und am 12. August wegen Einreisebeschränkungen abgesagt | auf Grund der COVID-19-Pandemie von 19. Juli auf 1. November 2020 verschoben und am 12. August wegen Einreisebeschränkungen abgesagt |
| 2021   | auf Grund der Einreisebestimmungen nach Anstieg der Zahl der COVID-19-Infizierten in Japan nach den Olympischen Spielen abgesagt     | auf Grund der Einreisebestimmungen nach Anstieg der Zahl der COVID-19-Infizierten in Japan nach den Olympischen Spielen abgesagt     | auf Grund der Einreisebestimmungen nach Anstieg der Zahl der COVID-19-Infizierten in Japan nach den Olympischen Spielen abgesagt     |
| 2022   | Takumi Takahashi Tetsuta Nagashima Iker Lecuona                                                                                      | Honda CBR1000 RR-R SP | Honda HRC |
| 2023   | Takumi Takahashi Tetsuta Nagashima Xavi Vierge                                                                                       | Honda CBR1000 RR-R SP | Honda Team HRC with Japan Post |
| 2024   | Takumi Takahashi Johann Zarco Teppei Nagoe                                                                                           | Honda CBR1000 RR-R SP | Honda Team HRC with Japan Post |
| 2025   | Takumi Takahashi Johann Zarco | Honda CBR1000 RR-R SP | Honda HRC |

## Rekordsieger
|    | Fahrer               | Siege |
| -- | -------------------- | ----- |
| 1. | Takumi Takahashi     | 7     |
| 2. | Tōru Ukawa           | 5     |
| 3. | Wayne Gardner        | 4     |
| 3. | Shin’ichi Itō        | 4     |
| 3. | Ryūichi Kiyonari     | 4     |
| 3. | Katsuyuki Nakasuga   | 4     |
| 3. | Michael van der Mark | 4     |
| 8. | Kousuke Akiyoshi     | 3     |
| 8. | Mike Baldwin         | 3     |
| 8. | Alex Lowes           | 3     |
| 8. | Colin Edwards        | 3     |
| 8. | Leon Haslam          | 3     |
| 8. | Tadayuki Okada       | 3     |
| 8. | Aaron Slight         | 3     |

|    | Hersteller | Siege |
| -- | ---------- | ----- |
| 1. | Honda      | 31    |
| 2. | Yamaha     | 8     |
| 3. | Suzuki     | 5     |
| 4. | Kawasaki   | 2     |